# Deuxième Livre des Chroniques
Pour les articles homonymes, voir Chronique.
Le Deuxième Livre des Chroniques est un livre de l'Ancien Testament. Il suit le Premier Livre des Chroniques, qui retrace l'histoire du monde de la Création à la royauté de David. À l'origine ces deux livres n'en formaient qu'un, appelé Livres des Chroniques, mais ils ont été divisés probablement pour des raisons d'encombrement.

## Résumé
Les chapitres 1 à 9 retracent le règne de Salomon sur Israël (dès 970 av. J.-C.), les chapitres 3 à 5 décrivent la construction du temple de Salomon. Les chapitres 10 à 12 parlent du règne de Roboam, fils de Salomon, au cours duquel le royaume uni d'Israël fut divisé en royaume du nord et royaume du sud. Les  chapitres 13 à 36 décrivent les règnes des divers rois jusqu'à la prise du royaume de Juda par Nabuchodonosor II. Le livre prend fin avec le décret de Cyrus en -538 qui permet aux captifs de Juda de retourner à Jérusalem. Cet évènement essentiel dans l'histoire du peuple hébreu est aussi, d'un point de vue religieux, le signe que Dieu n'a pas abandonné son peuple même si les péchés de celui-ci ont provoqué la destruction du temple, la fin de la royauté et l'exil.